# دراژا میهایلوویچ
دراژا میهایلوویچ (سیریلیک صربی: Драгољуб "Дража" Михаиловић؛ ۲۷ آوریل ۱۸۹۳ – ۱۷ ژوئیهٔ ۱۹۴۶) یک فرد نظامی اهل صربستان بود.